# Iefke van Belkum
Iefke van Belkum (Leiden, 22 juli 1986) is een Nederlandse waterpolospeelster. Van Belkum, die rechtshandig speelt, komt uit een bekende waterpolofamilie. Ook haar ooms Marc en Stan van Belkum hebben deelgenomen aan een Olympische Spelen. Ze speelt waterpolo en zwemt vanaf haar tiende bij De Zijl-LGB in Leiden, de stad waar ze ook enkele jaren aan het Stedelijk Gymnasium doorbracht. In 2000 maakte ze reeds haar debuut in het eerste damesteam. In 2004 werd ze Europees jeugdkampioen en uitgeroepen tot Waterpolotalent van het Jaar.

## Amerika
Van Belkum verliet Nederland toen ze een studiebeurs kreeg aangeboden om te studeren aan de Universiteit van Hawaï in Manoa; haar studierichting was Sales Management. Twee jaar later werd zij uitgeroepen tot de beste speelster van de Verenigde Staten van Amerika.
Speciaal voor de Olympische Spelen kwam ze terug naar Nederland. In 2008 maakte ze haar olympische debuut en werd ze vaste speelster van de winnende waterpoloploeg op de Olympische Spelen van Peking.

## Griekenland
Na de Spelen kwam ze uit voor Ethnikos Piraeus in Griekenland. In 2010 won ze met Ethnikos Piraeus de LEN Trophy. De uitwedstrijd tegen het Siberische Ugra Khanty Mansiysk ging met 12-13 verloren. In Griekenland werd tijdens de wedstrijd een achterstand weggewerkt (10-9), waardoor er verlengd moest worden. In de extra tijd bleef het verschil gelijk (13-12). In de noodzakelijke strafworpenserie stopte de keepster van Ethnikos twee Russische 5-meters en was de LEN Trophy gewonnen.
In het seizoen 2010-2011 maakte Van Belkum de overstap naar Olympiakos Piraeus, mede omdat het voortbestaan van Ethnikos in de hoogste Griekse klasse vanwege financiële problemen onzeker is. Op 23 april 2011 veroverde Van Belkum de bronzen medaille van de LEN Champions Cup. Eerder was er in de halve finale van de final four na verlenging verloren van Orizzonte Catania met 14-13. De wedstrijd om het brons wist Olympiakos Piraeus te winnen van Kinef Kirishi met 14-12. Enkele weken later veroverde Van Belkum met haar ploeg het Griekse landskampioenschap.

## International
Na haar Griekse avontuur heeft Van Belkum zich gericht op de Olympische Spelen van 2012 in Londen. Hiervoor werden alle internationals uit de competitie genomen om in Zeist te trainen. Bij het EK Zagreb(Kroatië) veroverde het Nederlands team de bronzen medaille. Tijdens de Wereldkampioenschappen in Shanghai (China) eindigde het Nederlands team op de zevende plaats. In Eindhoven tijdens het Europees Kampioenschap lukte het Nederland niet, ondanks het uitstekende spel van Van Belkum, om voor een medaille te spelen. Van Belkum eindigde als tweede op de topscorerlijst met 18 doelpunten uit 4 wedstrijden. Het Nederlands team eindigde als zesde. In hetzelfde jaar slaagde de Nederlandse damesploeg zich niet te plaatsen voor de Olympische Spelen van 2012 in Londen. Tijdens het kwalificatietoernooi in en tegen Italië verloor Oranje met 7-6.

## Rusland
Van Belkum besloot na het mislopen van de Olympische Spelen voor het Russische Shturm 2002 te gaan waterpoloën. Direct wist Van Belkum de Russische beker te veroveren door in de finale Uralouchka Zlatoust te verslaan met 14-5. Iefke van Belkum werd uitgeroepen tot beste speelster van het bekertoernooi, met 20 doelpunten was ze tevens gedeeld topscorer. In april 2013 won Van Belkum met Shturm 2002 de LEN Trophy door tweemaal van Skiff Moskou te winnen (14-11 en 17-10).

## Nederland
Van Belkum kwam na haar Russisch avontuur terug naar Nederland om weer te gaan spelen voor ZVL. Met deze ploeg wist ze de eerste triple te behalen in het Nederlandse waterpolo: In het seizoen 2013-2014 won ze zowel de Supercup, de beker als het landskampioenschap. In dit seizoen werd zij ook moeder van een dochter.

## Palmares

### Clubniveau
Univeristy of Hawaii
- 2006: 🥈MPSF Championship

#### Ethnikos Piraeus
- 2009:  Griekse Competitie
- 2010:  LEN Trophy
- 2010:  Griekse Competitie

#### Olympiakos Piraeus
- 2011:  LEN Champions Cup
- 2011:  Grieks Landskampioenschap

#### Shturm 2002
- 2012:  Russische Beker
- 2013:  LEN Trophy
- 2013: 🥈Russische competitie

#### ZVL
- 2014:   Nederlands Landskampioenschap
- 2014:   Nederlands Supercup
- 2014:   Nederlands Bekerkampioen
- 2015:   Nederlands Bekerkampioen
- 2016:   Nederlands Supercup
- 2016:   Nederlands Bekerkampioen
- 2016:   Nederlands Landskampioenschap
- 2018:   Nederlands Bekerkampioen

### Nederlands team
- 2002: 5e EJK Loulé (Portugal)
- 2003: 4e EJK Emmen (Nederland)
- 2004:  Europees Jeugdkampioenschap Bari (Italië)
- 2004: 7e WJK Calgary (Canada)
- 2005: 5e WJK Perth (Australië)
- 2005: 10e WK Montréal (Canada)
- 2006: 6e EK Belgrado (Servië)
- 2007: 9e WK Melbourne (Australië)
- 2007:  Olympisch Europees Kwalificatie Toernooi, Kirishi (Rusland)
- 2008: 5e EK Málaga (Spanje)
- 2008:  Olympische Spelen van Peking
- 2009: 5e WK Rome  (Italië)
- 2010:  EK Zagreb (Kroatië)
- 2011: 7e WK Shanghai  (China)
- 2012: 6e EK Eindhoven (Nederland)
- 2013: 7e WK Barcelona  (Spanje)

### Individuele Prijzen
- 2003 - Beste speler EJK Emmen
- 2004 - Topscoorder EJK Emmen
- 2004 - Talent van het Jaar
- 2005 - MPSF player of the week (Amerika)
- 2005 - All American first team (Amerika)
- 2005 - All freshman team (Amerika)
- 2005 - MPSF tournament first team
- 2005 - NCAA first team (Amerika)
- 2006 -2007 -2008 -2009 - 2011 - Sportvrouw van Leiden
- 2006 - All American first team (Amerika)
- 2006 - Meervoudig MPSF Player of te week (Amerika)
- 2006 - MPSF tournament first team
- 2006 - NCAA first team (Amerika)
- 2006 - MPSF player of the year (Amerika)
- 2007 - Beste Waterpoloster van Nederland
- 2009 - WK 2009 Rome topscorer met 25 doelpunten
- 2009 - WK 2009 Rome All Star Team
- 2009 - Beste speelster van Europa
- 2010 - Topscorer Griekse competitie
- 2010 - Beste speelster Griekse competitie
- 2012 - Topscorer Russisch bekertoernooi
- 2012 - Beste speelster Russisch bekertoernooi -
- 2013 - Beste speelster Russisch competitie
- 2020 - TIMELESS TOTAL 7 - Silver Team (Total waterpolo)
- 2020 - FANS' TIMELESS 7 - Captain (Total Waterpolo)
- 2021 - Ridder in de Orde van Oranje Nassau

Iefke van Belkum · 
Gillian van den Berg · 
Daniëlle de Bruijn · 
Mieke Cabout · 
Rianne Guichelaar · 
Biurakn Hakhverdian · 
Marieke van den Ham · 
Noeki Klein · 
Simone Koot · 
Ilse van der Meijden · 
Meike de Nooy · 
Alette Sijbring · 
Yasemin Smit · 
Robin van Galen (bondscoach) · 
Arno Havenga (teammanager)